# Nakamura Takumi
Nakamura Takumi (sinh ngày 16 tháng 3 năm 2001) là một cầu thủ bóng đá người Nhật Bản.

## Sự nghiệp câu lạc bộ
Nakamura Takumi hiện đang chơi cho FC Tokyo.